# Situwangi (Cihampelas)
Situwangi is een bestuurslaag in het regentschap Bandung Barat van de provincie West-Java, Indonesië. Situwangi telt 8799 inwoners (volkstelling 2010).